# 1755
| 1755               |
| ------------------ |
| Dødsfald - Fødsler |
| • Begivenheder     |

| Gregoriansk kalender | 1755 MDCCLV             |
| Ab urbe condita      | 2508                    |
| Armensk kalender     | 1204 ԹՎ ՌՄԴ             |
| Kinesiske kalender   | 4451 – 4452 甲戌 – 乙亥 |
| Etiopisk kalender    | 1747 – 1748             |
| Jødisk kalender      | 5515 – 5516             |
| Hindukalendere       |                         |
| - Vikram Samvat      | 1810 – 1811             |
| - Shaka Samvat       | 1677 – 1678             |
| - Kali Yuga          | 4856 – 4857             |
| Iransk kalender      | 1133 – 1134             |
| Islamisk kalender    | 1168 – 1169             |

Konge i Danmark: Frederik 5. 1746-1766
Se også 1755 (tal)

## Begivenheder
- 1. november – Tusinder bliver dræbt og hele kernen af Portugals hovedstad Lissabon bliver lagt i ruiner som følge af et voldsomt jordskælv. I Danmark skrive Hans Adolph Brorson et digt om begivenheden.[1]

## Født
- Niels Ditlev Riegels – dansk historiker, samfundskritiker og spion (død 1802).
- 1. november – Marie-Antoinette, født i Wien som datter af kejserparret Frans og Maria Theresia; i 1770 vies hun til den franske kronprins, 4 år senere kong Ludvig 16. af Frankrig; familien arresteres i 1792 og henrettes i 1793.

## Dødsfald
- 10. februar – Montesquieu, fransk forfatter (født 1689).